# Hominide (Erzählung)
Hominide ist eine als eigenständige Buchpublikation veröffentlichte Erzählung des österreichischen Autors Klaus Ebner, erschienen im Oktober 2008 im Wiener FZA-Verlag und als erweiterte Neuauflage 2016 im Klagenfurter Wieser Verlag.

## Inhalt und Aufbau
Hominide spielt vor Millionen von Jahren in Zentralafrika, im Übergangsgebiet zwischen tropischem Regenwald und Savanne. Die handelnden Figuren sind Australopithecinen afarenses und befinden sich somit auf einer Entwicklungsstufe vor Werkzeuggebrauch und Feuer. Der als Ich-Erzähler auftretende Pitar reflektiert in sieben Kapiteln über seine Umwelt und beschließt, seine Sippe auf den Weg zur Zivilisation zu führen: »Also beschloss ich, ein wenig Klarheit ins Dunkel zu bringen, meinen Leuten eine Kerze anzuzünden, nach der Devise, es werde Licht und so.« Seine Sprachfähigkeit, Überlegungen und Reden entsprechen dabei jenen eines modernen Menschen, zumal sie auf dem Wissen eines Zeitgenossen über Geschichte, Politik, Philosophie und Literatur basieren. Zeitweise Nebenbemerkungen Pitars, dass eine Vorstellung oder ein bestimmtes Objekt noch nicht erfunden oder entwickelt sei, tragen zur Komik der grotesken Szenerie bei.

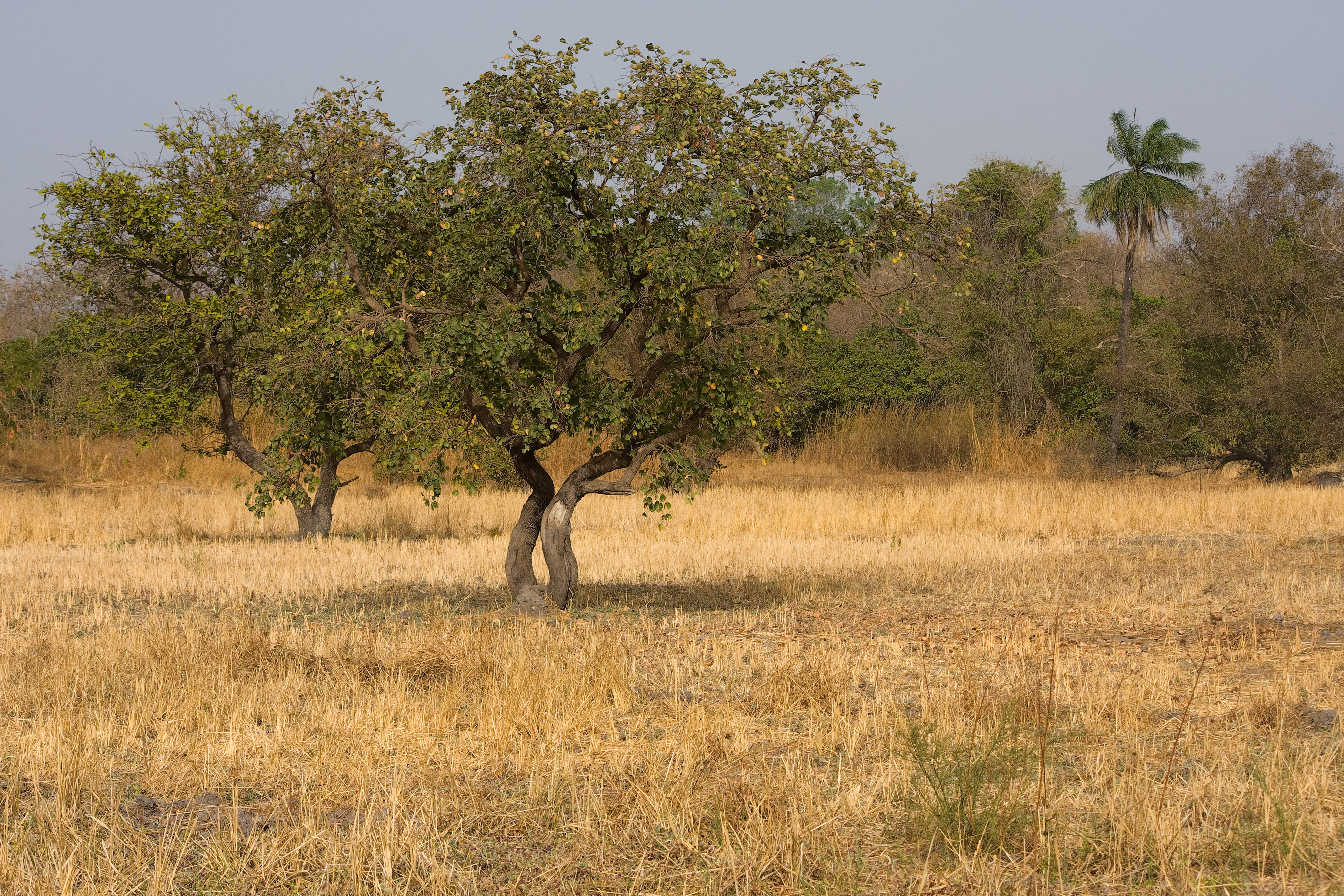
Savanne in Westafrika

Die Mitglieder der Homininensippe von der Sinnhaftigkeit völlig neuer Aktivitäten zu überzeugen, gestaltet sich mühsam. Dennoch gelingt es Pitar, den patriarchalischen Anführer der Sippe, Costello, auf seine Seite zu ziehen. Vor diesem Hintergrund wächst Costellos Rivalität zu Re, der beginnt, dem bisherigen Alphamännchen die Weibchen sowie seine Führungsrolle streitig zu machen. Pitars Vertraute sind Carpediem, der sich durch lateinische Sprüche hervortut, zum Teil antike Autoren zitierend, und der aus der chinesischen Philosophie schöpfende Lao. Nach und nach werden Windschilde errichtet und die Mitglieder der Sippe halten sich seltener auf den Bäumen und öfter auf dem Boden auf, wo sie allerdings größeren Gefahren durch Raubtiere ausgesetzt sind. Angesichts des aufkeimenden Streits um die Führung versucht Pitar, zwecks Schlichtung von Meinungsverschiedenheiten eine Art Parlament einzurichten. Während Costello das Parlament als ein Forum für seine Selbstdarstellung und Festigung seiner Macht erkennt und aus berühmten Reden von Winston Churchill und Abraham Lincoln zitiert, boykottieren die anderen Sippenmitglieder die Idee durch mangelnde Disziplin und offen zur Schau gestellte Interesselosigkeit.
Eingebettet in die Handlung ist eine Liebesgeschichte, die sich zwischen Pitar und Maluma entspinnt. Maluma gehört zu jenen weiblichen Sippenmitgliedern, die Costello als seinen ganz persönlichen Harem betrachtet. Als sie sich Pitar zuwendet, hat sie offensichtlich ihre Bindungen zu Costello bereits gelöst. Szenen der Gemeinsamkeit zwischen Maluma und Pitar stehen am Beginn des Textes ebenso wie am Ende, außerdem durchbrechen sie mehrmals den Ablauf der eigentlichen Erzählhandlung; diese Liebesgeschichte wird in allen Kapiteln mit einer ungeraden Nummer erzählt. Die Autorin Karin Gayer spricht in ihrer Rezension davon, dass sich aufgrund der Liebesgeschichte zwischen Pitar und Maluma sowie ihrer Positionierung im Text eine »zweite Deutung von Anfang und Ende ergibt«.
Die Erzählung besteht aus sieben Kapiteln, die von »Tag 1« bis »Tag 7« bezeichnet sind. In Anlehnung an die biblischen Tage der Schöpfungsgeschichte präsentieren die Protagonisten in jedem Kapitel neue Erkenntnisse und Kreationen. Am siebenten Tag sind alle erschöpft, und eine Ruhepause ist angesagt. In Kontrast zum biblischen Bericht wird diese Ruhe durch den Angriff einer Säbelzahnkatze zerstört. Mehrere Mitglieder der Sippe finden den Tod, darunter Costello, wodurch die Führung an den gewalttätigen Re fällt. Pitar und Maluma beschließen, die Sippe zu verlassen; im Buch heißt es dazu: »Wir sollten rechtzeitig wegkommen, von Re und seinem neuen Reich, das, wenn ich Thorns frühere Herrschaft einrechnete, hier das dritte war.« Pitar und Maluma brechen in Richtung Savanne auf. Die Schlusssequenz spielt gleichzeitig an die biblische Vertreibung aus dem Paradies und die Out-of-Africa-Theorie an.

## Charaktere und Namensbedeutungen
Im Autorengespräch mit der Wiener Regionalleiterin des Arovell-Verlages schlüsselte der Autor die Namen der Figuren auf.
- Akshaya: Der Name stammt aus dem Hindi bzw. Sanskrit und bedeutet »Die Unbezwingbare«. Akshaya ist eine weibliche Persönlichkeit mit starkem Charakter. Akshaya gehört zwar der Sippe an, ist aber eine Art Gegenpol zu Costello. Innerhalb der Gruppe repräsentiert sie die matriarchalische Herrschaftsform.
- Bongo: Afrikanisches Volk und Sprache, Ortsnamen in mehreren afrikanischen Ländern; Anspielung an Adriano Celentanos Film »Bingo Bongo«; Waldantilopenart. In der Erzählung ist Bongo ein männlicher Jugendlicher. Er repräsentiert die komische Rolle innerhalb der Sippe.
- Carpediem: Lateinisch »Nutze den Tag«, wörtlich eigentlich »Pflücke den Tag«, ein Horaz-Zitat. Carpediem ist Pitars Vertrauter und Freund. Er verwendet lateinische Zitate und Formulierungen in der Originalsprache.[10]
- Costello: Italienisch-englischer Nachname. Costello ist das patriarchalische Sippenoberhaupt. Auf Bewahrung seiner Macht bedacht, erkennt Costello in Pitars Ideen eine Möglichkeit, seine Stellung zu festigen. Aus diesem Grund unterstützt und schützt er ihn.
- Djamila: Djamila ist ein weibliches Sippenmitglied und zählt zu Costellos Harem. Der Name kommt aus dem Arabischen und bedeutet »die Schöne«.
- Ischa: Ischa ist ein weibliches Sippenmitglied und zählt zu Costellos Harem. Gemeinsam mit Djamila buhlt sie um dessen Gunst. Der Name kommt aus dem Semitischen und bedeutet »Frau«.
- Konrad: Althochdeutsch für »kühner oder guter Ratgeber«. Er zählt zur Gefolgschaft von Re.
- Lao: Der Name stammt aus dem Chinesischen; je nach Betonung bedeutet er »fest, solide« oder »alt«; die Lao sind außerdem ein südostasiatisches Volk. Lao zitiert chinesische Philosophen und freundet sich mit Pitar an.
- Lucy: Anspielung auf Lucy, das erste, 1974 in Äthiopien gefundene, Skelett eines Australopithecus afarensis. Lucy ist die Mutter der meisten Kinder der Hominidensippe. Am Ende des Buches bricht sie gemeinsam mit Lao in Richtung Ostafrika auf.
- Maluma: Maluma ist ein Kunstwort aus der Gestaltpsychologie und verkörpert weiche, runde Formen.
- Manisha: Der Name stammt aus dem Hindi bzw. Sanskrit und bedeutet »die Weise«. Ihr kommt unter den Frauen der Sippe eine ähnliche Rolle zu wie jene Laos unter den Männern.
- Pitar: Der Name der erzählenden Hauptperson stammt aus dem Sanskrit und bedeutet »Vater«; das Wort wird auf der zweiten Silbe betont: »Pitár«. Pitar erzählt die Geschichte und ist gleichzeitig handelnder Protagonist.
- Re: Italienisch »König«; Anspielung auf den altägyptischen Sonnengott Re beziehungsweise Ra. Re ist Costellos Widersacher und eine vergleichsweise aggressive Persönlichkeit. In Pitar sieht er einen Feind, da er wahrnimmt, wie sehr dessen Ideen Costello in die Hände spielen. Der Angriff der Säbelzahnkatze im letzten Kapitel ermöglicht Re, sich aller Widersacher auf einen Schlag zu entledigen und die Macht an sich zu reißen.
- Rhododendron: Griechisch »Rosenbaum«, eine Pflanzengattung. Rhododendron ist ein ökologisch ausgerichtetes männliches Sippenmitglied.
- Ruth: Hebräisch »Freundin, Freundschaft«. Weibliches Sippenmitglied mit ausgeprägter Charakterstärke.
- Thorn: Aus dem Germanischen, die Rune Thurisaz. Thorn ist der Sippenälteste. Er tritt lediglich in den ersten beiden Kapiteln auf, an deren Ende er stirbt. Thorn wurde innerhalb der Gruppe bis zu seinem Ableben als Weiser verstanden. In der Führungshierarchie war er Costellos Vorgänger.

## Entstehungsgeschichte
Die Idee, Frühmenschen mit heutigem Wissen und einer modernen Sprache auszustatten, entstand bereits Mitte 2006. Da sich der Stoff aus Sicht des Autors jedoch nicht für einen längeren Roman eignete, erfolgte vorerst keine Ausarbeitung. Den Anstoß zur heute vorliegenden Erzählung gab die Zuerkennung des Wiener Werkstattpreises im Februar 2008. Ein Teil des Preises bestand aus einer eigenständigen Buchveröffentlichung im FZA-Verlag, die von Verlagsseite auf 100 Seiten limitiert war. Ebner stellte die Erzählung zu diesem Zweck fertig und veröffentlichte das Buch im Oktober desselben Jahres. Der FZA-Verlag präsentierte das Werk im Rahmen einer Autorenlesung in Wien.

## Textkritik und Interpretation

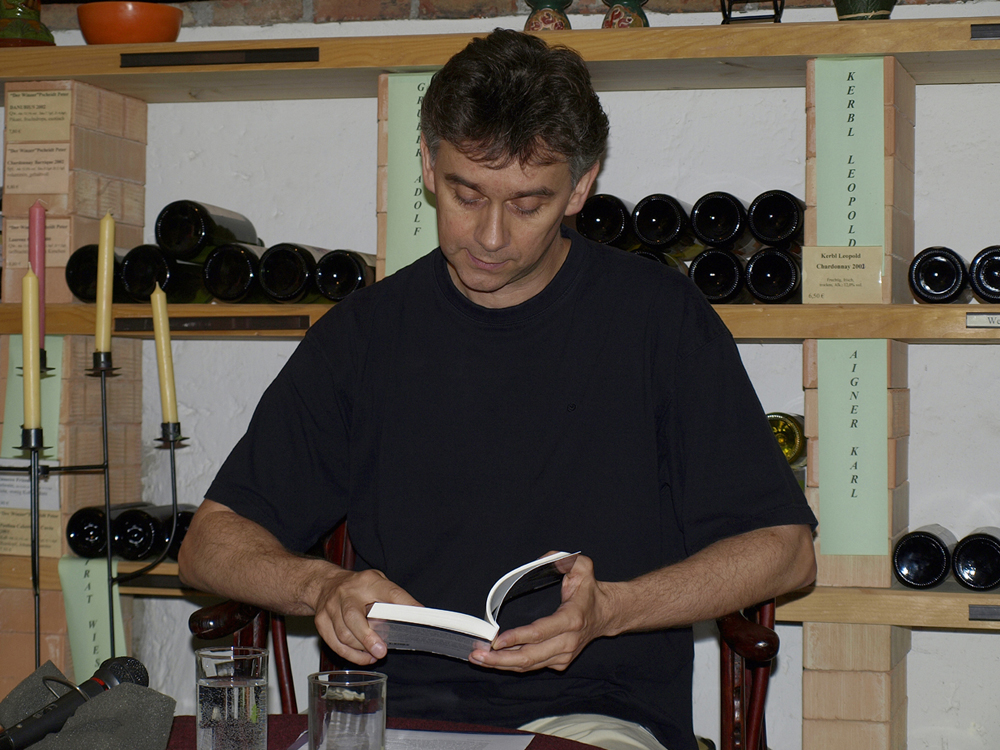
Der Autor bei einer Lesung

Heinz Gerstinger bezeichnet das Buch als »Geschichte vom Erwachen des menschlichen Geistes«. Der Autor lässt das Geschehen durch »sanfte Ironie ins Spielerische gleiten«. Den ironischen und satirischen Aspekt der Erzählung setzen mehrere Rezensenten in den Mittelpunkt ihrer Besprechungen. Dazu tragen die Namen der Protagonisten, lateinische Zitate und heutzutage gebrauchte Redewendungen ebenso bei wie die Parallelität der sieben Tage der Schöpfung und der Menschwerdung. Ingrid Reichel sieht das Erscheinungsdatum des Buches zudem passend für den 150. Geburtstag der Darwin’schen Evolutionstheorie. Analog zu den Aussagen in Kritiken zu anderen Büchern des Autors weist sie auf die ausgefeilte und detailreiche Sprache hin, die von »einem sensiblen und feinen Humor durchwachsen« sei.
Die zahlreichen fremdsprachigen, in erster Linie lateinischen, Phrasen bleiben in der Erstausgabe unübersetzt. Ingrid Reichel fordert den Verlag in ihrer Rezension daher auf, einer Neuauflage ein entsprechendes Glossar beizufügen. Der Autor veröffentlichte ein solches Glossar online auf seiner Webseite.
Trotz der eindeutigen Anspielungen auf mehrere Weltreligionen, am deutlichsten Judentum und Christentum, schreibt Ingrid Reichel in ihrer Rezension, dass sich die Erzählung »für Denkende (...), für Darwinisten, auf keinen Fall für Kreationisten, weniger für Gläubige, eher für Atheisten« eigne. Einen anderen Aspekt zeigt Karin Gayer auf, wenn sie auf die Parallelität der beschriebenen Gesellschaft zur patriarchisch dominierten Hierarchie eines Schimpansenrudels verweist sowie auf das im Buch anklingende soziale Matriarchat, das heutigen Bonobos ähnelt. Zudem betont sie die starke Rolle der Frauen in der Erzählung. Mit Bezug auf die genannte Parallelität schreibt sie: »Auf einer anderen Ebene fällt die stete begriffliche Vermengung und Durchmischung von Affen- und Menschenartigen auf, eine Verquickung, die nachdenklich stimmt und dem Leser die mitunter berechtigte Frage stellt, wo wir, die wir uns für doppelt sapiens halten, uns eigentlich einordnen sollten.«

### Primärliteratur
- Hominide; Taschenbuch, Wieser Verlag, Klagenfurt 2016. ISBN 978-3-99029-206-8
- Hominide; Broschur, FZA Verlag, Wien 2008 (Erstausgabe). ISBN 978-3-9502299-7-4

### Sekundärliteratur
- Carbonell, Eudald; Moyà, Salvador; Sala, Robert; Corbella, Josep: Sapiens. el llarg camí dels homínids cap a la intel·ligència. Edicions 62, Barcelona 2000
- Gamsjäger, Sonja: Gespräch mit Autoren. Dr. Sonja Gamsjäger im Gespräch mit den Autoren Martin Dragosits und Klaus Ebner., in: Arovell-Kulturzeitschrift. Musik&Literatur&Kunst. Nr. 72. Gosau-Salzburg-Wien 2009, S. 16–18
- Gerstinger, Heinz: Rezension zu Hominide, in: Literarisches Österreich Nr. 01/09. Wien 2009, S. 21–22
- Reichel, Ingrid: Es lebe die Satire!, in: etcetera (ISSN 1682-9115) Nr. 36. St. Pölten 2009, S. 76